# Poleñino
Poleñino (aragónul Polinyino) település Spanyolországban, Huesca tartományban. Poleñino Alcubierre, Grañén, Lalueza és Lanaja községekkel határos. Lakosainak száma 205 fő (2024).

## Népesség
A település népessége az utóbbi években az alábbiak szerint változott:
| Lakosok száma | 255  | 256  | 247  | 222  | 224  | 216  | 209  | 200  | 199  | 205  |
|               | 2001 | 2004 | 2006 | 2009 | 2011 | 2014 | 2016 | 2019 | 2021 | 2024 |